# Juliet Holness
Juliet Holness (ur. 16 lipca 1971 w Saint Catherine) – jamajska prawniczka i polityczka. Od 2023 roku przewodniczy izbie niższej Parlamentu Jamajki.

## Życiorys

### Młodość, edukacja i kariera zawodowa
Holness urodziła się w dawnej stolicy Jamarki, Saint Catherine. Dorastała w Emson City; miała piątkę rodzeństwa. W tym samym mieście ukończyła edukację podstawową oraz na poziomie średnim. Jako dziecko pomagała swoim rodzicom sprzedawać ubrania na bazarku, co było ich główną formą utrzymania. Jej ojciec dorabiał jako taksówkarz, a wcześniej pracował w fabryce cynku.
Jest absolwentką University of the West Indies, którego główny kampus znajduje się w miejscowości Mona, który ukończyła w 1997 roku. Ukończyła studia pierwszego stopnia z księgowości i ekonomii oraz studia drugiego stopnia z księgowości. Została członkinią Association of Chartered Certified Accountants,  międzynarodowego stowarzyszenia zrzeszająca specjalistów z zakresu finansów.
Zajmowała pozycje menedżerskie w firmach konsultingowych PricewaterhouseCoopers (gdzie pracowała od 1997 roku) oraz KPMG, gdzie zajmowała się transakcjami na rynku nieruchomości.

### Działalność polityczna
Z powodzeniem wystartowała w wyborach parlamentarnych na Jamajce w 2016 roku, w których starała się o mandat do izby niższej Parlamentu Jamajki z ramienia Jamajskiej Partii Pracy w okręgu wyborczym Saint Andrew East Rural. Wygrała większością 650 głosów. Uzyskała reelekcję w wyborach parlamentarnych na Jamajce w 2020 roku w tym samym okręgu wyborczym. W tych wyborach powiększyła różnicę do 2500 głosów więcej od swojego kontrkandydata.
W latach 2020–2023 pełniła funkcję zastępczyni przewodniczącego izby. W 2023 roku została wybrana na stanowisko przewodniczącej. Zastąpiła na tym stanowisku Marisę Dalrymple-Philibert, która ustąpiła ze stanowiska oraz zrezygnowała z mandatu w parlamencie po tym, jak krajowe media opublikowały informacje o niejasnościach w jej zeznaniach podatkowych.

### Życie prywatne
Od 1997 roku jej mężem jest Andrew Holness, premier Jamajki w latach 2011–2012 oraz ponownie od 2016 roku. Ma dwóch synów.